# Tear Your Soul Apart
Tear Your Soul Apart  è un EP dei Venom, pubblicato nel 1990 dalla Under One Flag Records.
La musica di The Ark e Civilized è stata scritta da Mantas, mentre i testi sono stati scritti da Demolition Man.

## Tracce
1. Skool Daze – 3:50
2. Bursting Out (Live) – 2:39
3. The Ark – 3:43
4. Civilised – 3:28
5. Angel Dust (Live) – 2:38
6. Hellbent (Live) – 2:22

## Formazione
- Tony "Demolition Man" Dolan - voce e basso
- Jeff "Mantas" Dunn - chitarra
- Al Barnes - chitarra
- Tony "Abaddon" Bray - batteria